# Shilu Shuiku
Shilu Shuiku är en reservoar i Kina. Den ligger i provinsen Hainan, i den södra delen av landet, omkring 160 kilometer sydväst om provinshuvudstaden Haikou. Shilu Shuiku ligger 124 meter över havet. Arean är 8,2 kvadratkilometer. I omgivningarna runt Shilu Shuiku växer i huvudsak städsegrön lövskog. Den sträcker sig 4,4 kilometer i nord-sydlig riktning, och 9,1 kilometer i öst-västlig riktning.
Genomsnittlig årsnederbörd är 2 369 millimeter. Den regnigaste månaden är juli, med i genomsnitt 411 mm nederbörd, och den torraste är januari, med 20 mm nederbörd.